# Chelsea Carey
Chelsea Carey (ur. 12 września 1984 w Winnipeg) – kanadyjska curlerka, zawodniczka Saville Sports Centre z Edmonton.
W curling zaczęła grać już w wieku 6 lat, głównie za sprawą ojca, Dana Careya, który w 1992 wygrał the Brier. Carey brała udział w sześciu prowincjonalnych mistrzostwach juniorów, nie wygrała żadnego z nich. W 2000 zwyciężyła w Juvenile Provincial Champion i zdobyła srebrny medal w zawodach krajowych.
W Manitoba Scotties Tournament of Hearts 2009 dotarła do fazy play-off, rok później wygrała 5 meczów a przegrała 2 i zajęła 3. miejsce w swojej grupie.
W latach 2005–2007 grała jako trzecia w zespole Barb Spencer. W tej drużynie odniosła pierwsze sukcesy podczas cyklu World Curling Tour wygrywając Manitoba Lotteries Wheat City Curling Classic 2005 i Interlake Pharmacy Classic 2006. Jako kapitan własnej drużyny Carey wygrała cykl Manitoba Curling Tour w sezonie 2008/2009. W październiku 2010 po raz pierwszy zakwalifikowała się do fazy play-off turnieju zaliczanego do Wielkiego Szlema – Manitoba Lotteries Women’s Curling Classic 2010. Drużyna z Winnipeg awansowała bezpośrednio z rundy A, zakończyła ten turniej bez porażki pokonując w finale Cathy Overton-Clapham 7:3.
Zespół Carey zakwalifikował się bezpośrednio do głównego turnieju kanadyjskich kwalifikacji olimpijskich do Soczi 2014. Ekipa z Morden rundę grupową zakończyła z 4 wygranymi meczami, ex aequo na 3. miejscu z Sherry Middaugh. Drużyny te rozegrały mecz barażowy, Carey przegrała wynikiem 3:6 i uplasowała się na 4. miejscu.
Podczas nieobecności Jennifer Jones (głównej rywalki na arenie prowincjonalnej), która reprezentowała Kanadę na Zimowych Igrzyskach Olimpijskich 2014, Carey wygrała Manitoba Scotties Tournament of Hearts 2014 i pierwszy raz wystąpiła w mistrzostwach Kanady. Curlerki z Manitoby w rundzie grupowej zajęły 2. miejsce, w rundzie finałowej przegrały jednak dwa mecze przeciwko Team Canada (Rachel Homan) i Albercie (Valerie Sweeting). Pozostało im spotkanie o brązowe medale, w którym zwyciężyły 7:3 nad Saskatchewan (Stefanie Lawton).
W sezonie 2014/2015 Kristy McDonald stworzyła własną drużynę, a Chelsea Carey jako skip dołączyła do ekipy Laury Crocker z Alberty.
Carey uzyskała tytuł licencjata handlu na Uniwersytecie Manitoby z wyróżnieniem Asper School of Business.

## Drużyna
|           | Czwarta       | Trzecia         | Druga           | Otwierająca           |
| --------- | ------------- | --------------- | --------------- | --------------------- |
| 2014/2015 | Chelsea Carey | Laura Crocker   | Taylor McDonald | Jen Gates             |
| 2011/2014 | Chelsea Carey | Kristy McDonald | Kristen Foster  | Lindsay Titheridge    |
| 2010/2011 | Chelsea Carey | Kirsty Jenion   | Kristen Foster  | Lindsay Titheridge    |
| 2008/2010 | Chelsea Carey | Kari White      | Kristen Foster  | Lindsay Titheridge    |
| 2007/2008 | Chelsea Carey | Lisa Eyamie     | Kristen Foster  | Jennifer Clark-Rouire |
| 2006/2007 | Barb Spencer  | Chelsea Carey   | Kristin Loder   | Barb Mehling          |
| 2005/2006 | Barb Spencer  | Chelsea Carey   | Kim Keizer      | Barb Mehling          |

## Wielki Szlem
| Turniej                | 2006/2007 | 2007/2008 | 2008/2009 | 2009/2010 | 2010/2011 | 2011/2012 | 2012/2013 | 2013/2014 | 2014/2015 |
| ---------------------- | --------- | --------- | --------- | --------- | --------- | --------- | --------- | --------- | --------- |
| Autumn Gold            | x         | A         | A         | x         | x         | x         | x         | x         | x         |
| Manitoba Lotteries     | x         | x         | x         | x         | W         | x         | x         | x         | x*        |
| Colonial Square        | ?*        | ?*        | ?*        | ?*        | A*        | A*        | F         | x         | A         |
| Masters                | ?*        | ?*        | A*        | ?*        | A*        | x*        | F         | x         | x         |
| Canadian Open          | —         | —         | —         | —         | —         | —         | —         | —         |           |
| Players’ Championships | A         | A         | A         | x         | QF        | x         | x         | A         |           |

| —  | = turniej nie odbył się                          |
| A  | = nie uczestniczyła                              |
| x  | = nie zakwalifikowała się do fazy finałowej      |
| QF | = ćwierćfinał                                    |
| SF | = półfinał                                       |
| F  | = finał                                          |
| W  | = zwycięstwo                                     |
| *  | = turniej niezaliczany do cyklu Wielkiego Szlema |

### Nierozgrywane
| Turniej               | 2006/2007 | 2007/2008 | 2008/2009 | 2009/2010 | 2010/2011 |
| --------------------- | --------- | --------- | --------- | --------- | --------- |
| Wayden Transportation | A         | A         | A         | —         | —         |
| Sobeys Slam           | —         | A         | A         | —         | F         |

## Canadian Team Ranking System
Pozycje drużyny Carey w rankingu CTRS:
- 2013/2014 – 5.[3]
- 2012/2013 – 5.
- 2011/2012 – 6.
- 2010/2011 – 5.
- 2009/2010 – 21.
- 2008/2009 – 33.
- 2007/2008 – 46.
- 2006/2007 – 36. (zespół Barb Spencer)